# Igor Nyikolajevics Zaharov
Igor Nyikolajevics Zaharov (oroszul: Игорь Николаевич Захаров) (Kaluga, 1966. június 8. –) orosz nemzetközi labdarúgó-játékvezető.

## Pályafutása

### Labdarúgóként
1984-től vett rész az I. Liga bajnokságában. Első egyesülete az FC Zorkij Krasznogorszk, 1997-ben az utolsó az FK Kubany Krasznodar volt. Hátvédként kezdte, majd középpályásként fejezte be az aktív labdarúgást. 1984-1997 között 362 mérkőzésen szerepelt és 13 gólt jegyzett.

### Nemzeti játékvezetés
A játékvezetői vizsgát 1997-ben tette le. Nemzeti labdarúgó-szövetségének megfelelő játékvezető bizottságai minősítése alapján jutott magasabb osztályokba. 2000-től a Pervij Gyivizion, 2003-tól az I. Liga játékvezetője. A nemzeti játékvezetéstől 2008-ban, alkoholfogyasztás miatt kellett visszavonulnia. A küldési gyakorlat szerint rendszeres 4. bírói szolgálatot is végzett.

### Nemzetközi játékvezetés
A Orosz labdarúgó-szövetség Játékvezető Bizottsága (JB) terjesztette fel nemzetközi játékvezetőnek, a Nemzetközi Labdarúgó-szövetség (FIFA) 2005-től tartotta nyilván bírói keretében. Több korosztályos nemzetek közötti válogatott és UEFA-kupa klubmérkőzést vezetett, vagy működő társának 4. bíróként segített. A nemzetközi játékvezetéstől 2008-ban búcsúzott.

#### Nemzetközi kupamérkőzések

##### Intertotó-kupa
| Időpont         | Helyszín               | Mérkőzés típusa         | Mérkőzés              | Eredmény |
| --------------- | ---------------------- | ----------------------- | --------------------- | -------- |
| 2006. július 1. | Városi Stadion, Sopron | selejtező (2. fordulót) | FC Sopron–Kayserispor | 3 – 3    |